# Calificările pentru Campionatul Mondial de Fotbal 1934
Campionatul Mondial de Fotbal 1934 a fost primul Campionat Mondial în care echipele au fost nevoite să se califice (în primul Campionat Mondial, echipele participante au fost invitate de către FIFA). Când 32 de echipe au intrat în competiție, FIFA a organizat o calificare pentru a selecta 16 echipe pentru turneul final. Chiar și Italia, gazda Campionatului Mondial, a trebuit să ia parte la meciurile de calificare (singura dată când gazda trebuie să se califice). Campionii en-titre, Uruguay, au refuzat să își apere titlul pentru că multe țări din Europa au refuzat să ia parte la Campionatul Mondial de Fotbal din 1930, găzduit de ei.
Un total de 27 de echipe au jucat măcar un meci de calificare. Un total de 27 de meciuri de calificare au fost jucate, și 141 de goluri au fost marcate (o medie de 5,22 pe meci). Primul meci, între Suedia și Estonia, s-a disputat în Stockholm pe 11 iunie 1933, jucătorul suedez Knut Kroon marcând primul gol. Ultimul meci a fost jucat în Roma la numai trei zile de începerea turneului final pe 24 mai 1934, când Statele Unite a bătut-o pe Mexic într-un meci de play-off pentru a deveni a șaisprezecea echipă și ultima care s-a calificat.

## Format
Chile, Peru și Uruguay s-au retras înainte ca calificarea să înceapă, în timp ce Danemarca, Finlanda, Letonia și Norvegia s-au retras înainte de tragerea la sorți.
Cele 32 echipe au fost împărțite în 12 grupe, bazate pe locul lor geografic, după cum urmează:
- Grupele 1 până la 8 - Europa: 12 locuri, disputate de 21 de echipe
- Grupele 9, 10 și 11 - America: 3 locuri, disputate de 8 echipe
- Grupa 10 - Africa și Asia: 1 loc, disputat de 3 echipe (incluzând Turcia)

Cele 12 grupe aveau reguli diferite, după cum urmează:
- Grupa 1 avea 3 echipe. Echipele jucau meciuri doar tur. Câștigătoarea grupei se califica.
- Grupele 2, 3 și 5 aveau câte 2 echipe. Echipele jucau tur-retur. Câștigătoarele grupei se calificau.
- Grupa 4 avea 3 echipe. Echipele jucau tur-retur. Câștigătoarea grupelor, dar și echipa care se afla pe locul doi se calificau.
- Grupele 6,7 și 8 aveau câte 3 echipe. Echipele jucau meciuri doar tur. Câștigătoarele grupelor, dar și echipa care se afla pe locul doi se calificau.
- Grupele 9 și 10 aveau câte 2 echipe. Câștigătoarele grupei se calificau,
- Grupa 11 avea 4 echipe. Existau trei runde:
  - Prima rundă: Haiti a jucat împotriva lui Cuba în trei meciuri disputate acasă. Câștigătoarea avansa în următoarea rundă.
  - A doua rundă: Mexic a jucat împotriva câștigătoarei din prima rundă în trei meciuri disputate acasă. Câștigătoarea avansa în următoarea rundă
  - A treia rundă: SUA a jucat împotriva câștigătoarei din cea de a doua rundă într-un singur meci pe teren neutru. Câștigătoarea se califica.
- Grupa 12 avea 3 echipe. După ce Turcia s-a retras înainte ca meciurile să înceapă, cele 2 echipe rămase au jucat una împotriva celeilalte într-un sistem tur-retur, Câștigătoarea grupei se califica.

## Grupe

### Grupa 1
| Loc | Echipă   | M | V | E | Î | Gm | Gp | G  | P |
| --- | -------- | - | - | - | - | -- | -- | -- | - |
| 1   | Suedia   | 2 | 2 | 0 | 0 | 8  | 2  | 6  | 4 |
| 2   | Lituania | 1 | 0 | 0 | 1 | 0  | 2  | -2 | 0 |
| 3   | Estonia  | 1 | 0 | 0 | 1 | 2  | 6  | -4 | 0 |

| Suedia                                                                  | 6 - 2  | Estonia              |
| ----------------------------------------------------------------------- | ------ | -------------------- |
| Kroon 7' L. Bunke 10' Ericsson 13', 70' T. Bunke 43' Andersson 79(pen)' | Report | Kass 47' Kuremaa 61' |

| Lituania | 0–2    | Suedia           |
| -------- | ------ | ---------------- |
|          | Report | Hansson 55', 65' |

Estonia împotriva Lituaniei nu s-a mai jucat deoarece niciuna dintre aceste echipe nu se mai putea califica cu doar o victorie.
Suedia s-a calificat.

### Grupa 2
| Loc | Echipă     | M | V | E | Î | Gm | Gp | G   | P |
| --- | ---------- | - | - | - | - | -- | -- | --- | - |
| 1   | Spania     | 2 | 2 | 0 | 0 | 11 | 1  | 10  | 4 |
| 2   | Portugalia | 2 | 0 | 0 | 2 | 1  | 11 | -10 | 0 |

| Spania                                                                            | 9–0    | Portugalia |
| --------------------------------------------------------------------------------- | ------ | ---------- |
| González 3' Lángara 13', 14' (pen.), 46', 71', 85' Regueiro 65', 70' Ventolrà 68' | Report |            |

| Portugalia | 1–2    | Spania           |
| ---------- | ------ | ---------------- |
| Silva 10'  | Report | Lángara 12', 25' |

11-1 la total; Spania s-a calificat.

### Grupa 3
| Loc | Echipă | M | V | E | Î | Gm | Gp | G  | P |
| --- | ------ | - | - | - | - | -- | -- | -- | - |
| 1   | Italia | 1 | 1 | 0 | 0 | 4  | 0  | 4  | 2 |
| 2   | Grecia | 1 | 0 | 0 | 1 | 0  | 4  | -4 | 0 |

| Italia                                  | 4–0    | Grecia |
| --------------------------------------- | ------ | ------ |
| Guarisi 40' Meazza 44', 71' Ferrari 69' | Report |        |

Italia s-a calificat pentru că Grecia a refuzat să joace al doilea meci.

### Grupa 4
| Loc | Echipă   | M | V | E | Î | Gm | Gp | G   | P |
| --- | -------- | - | - | - | - | -- | -- | --- | - |
| 1   | Ungaria  | 2 | 2 | 0 | 0 | 8  | 2  | 6   | 4 |
| 2   | Austria  | 1 | 1 | 0 | 0 | 6  | 1  | 5   | 2 |
| 3   | Bulgaria | 3 | 0 | 0 | 3 | 3  | 14 | -11 | 0 |

| Bulgaria      | 1–4    | Ungaria                                          |
| ------------- | ------ | ------------------------------------------------ |
| Baikushev 27' | Report | Sárosi 29' Szabó 61' (pen.) Toldi 88' Markos 89' |

| Austria                                                   | 6–1    | Bulgaria    |
| --------------------------------------------------------- | ------ | ----------- |
| Horvath 19', 22', 33' Zischek 59' Viertl 62' Sindelar 67' | Report | Lozanov 66' |

| Ungaria                      | 4–1    | Bulgaria    |
| ---------------------------- | ------ | ----------- |
| Szabó 9', 58' Solti 60', 73' | Report | Todorov 61' |

Bulgaria s-a retras, iar următoarele meciuri nu au fost jucate pentru că Ungaria și Austria deja aveau asigurate primele două locuri.
Ungaria și Austria s-au calificat.

### Grupa 5
| Loc | Echipă       | M | V | E | Î | Gm | Gp | G  | P |
| --- | ------------ | - | - | - | - | -- | -- | -- | - |
| 1   | Cehoslovacia | 1 | 1 | 0 | 0 | 2  | 1  | 1  | 2 |
| 2   | Polonia      | 1 | 0 | 0 | 1 | 1  | 2  | -1 | 0 |

| Polonia           | 1–2    | Cehoslovacia          |
| ----------------- | ------ | --------------------- |
| Martyna 52' (pen) | Report | Silný 33' Pelcner 77' |

Polonia nu a putut călători spre Praga pentru al doilea meci pentru că guvernul polonez nu le-a putut da viză echipei din motive politice (Transolza). Astfel că Cehoslovacia s-a calificat.

### Grupa 6
| Loc | Echipă     | M | V | E | Î | Gm | Gp | G  | P |
| --- | ---------- | - | - | - | - | -- | -- | -- | - |
| 1   | România    | 2 | 1 | 1 | 0 | 4  | 3  | 1  | 3 |
| 2   | Elveția    | 2 | 0 | 2 | 0 | 4  | 4  | 0  | 2 |
| 3   | Iugoslavia | 2 | 0 | 1 | 1 | 3  | 4  | -1 | 1 |

| Iugoslavia                | 2–2    | Elveția                |
| ------------------------- | ------ | ---------------------- |
| Kragić 50' Marjanović 61' | Report | Frigerio 76' Jäggi 80' |

| Elveția                               | 2–2    | România            |
| ------------------------------------- | ------ | ------------------ |
| Hufschmid 75' Hochstrasser 80' (pen.) | Report | Sepi 18' Dobay 67' |

| România                | 2–1    | Iugoslavia |
| ---------------------- | ------ | ---------- |
| Schwartz 38' Dobay 74' | Report | Kragić 71' |

România și Elveția s-au calificat.

### Grupa 7
| Loc | Echipă                | M | V | E | Î | Gm | Gp | G  | P |
| --- | --------------------- | - | - | - | - | -- | -- | -- | - |
| 1   | Țările de Jos         | 2 | 2 | 0 | 0 | 9  | 4  | 5  | 4 |
| 2   | Belgia                | 2 | 0 | 1 | 1 | 6  | 8  | -2 | 1 |
| 3   | Statul Liber Irlandez | 2 | 0 | 1 | 1 | 6  | 9  | -3 | 1 |

| Statul Liber Irlandez    | 4–4    | Belgia                                                   |
| ------------------------ | ------ | -------------------------------------------------------- |
| Moore 27', 48', 56', 75' | Report | Capelle 15' S. Vanden Eynde 30' F. Vanden Eynde 47', 60' |

| Țările de Jos                            | 5–2    | Statul Liber Irlandez |
| ---------------------------------------- | ------ | --------------------- |
| Smit 41', 85' Bakhuys 67', 78' Vente 83' | Report | Squires 44' Moore 57' |

| Belgia                       | 2–4    | Țările de Jos                       |
| ---------------------------- | ------ | ----------------------------------- |
| Grimmonprez 51' Voorhoof 71' | Report | Smit 60' Bakhuys 62', 84' Vente 64' |

Olanda și Belgia s-au calificat (Belgia a terminat deasupra Statului Liber Irlandez din cauza golaverajului superior).

### Grupa 8
| Loc | Echipă    | M | V | E | Î | Gm | Gp | G   | P |
| --- | --------- | - | - | - | - | -- | -- | --- | - |
| 1   | Germania  | 1 | 1 | 0 | 0 | 9  | 1  | 8   | 2 |
| 2   | Franța    | 1 | 1 | 0 | 0 | 6  | 1  | 5   | 2 |
| 3   | Luxemburg | 2 | 0 | 0 | 2 | 2  | 15 | -13 | 0 |

| Luxemburg  | 1–9    | Germania                                                                    |
| ---------- | ------ | --------------------------------------------------------------------------- |
| Mengel 27' | Report | Rasselnberg 2', 35', 57', 89' Wigold 12' Albrecht 24' Hohmann 30', 52', 53' |

| Luxemburg    | 1–6    | Franța                                                  |
| ------------ | ------ | ------------------------------------------------------- |
| Speicher 47' | Report | Aston 3' Nicolas 26', 67', 85', 89' (pen.) Liberati 80' |

Germania împotriva Franței nu s-a mai jucat pentru că ambele echipe erau deja calificate.
Germania și Franța s-au calificat.

### Grupa 9
| Loc | Echipă   | M      | V      | E      | Î      | Gm     | Gp     | G      | P      |
| --- | -------- | ------ | ------ | ------ | ------ | ------ | ------ | ------ | ------ |
| 1   | Brazilia |        |        |        |        |        |        |        |        |
| 2   | Peru     | Retras | Retras | Retras | Retras | Retras | Retras | Retras | Retras |

Peru s-a retras, așa că Brazilia s-a calificat automat.

### Grupa 10
| Loc | Echipă    | M      | V      | E      | Î      | Gm     | Gp     | G      | P      |
| --- | --------- | ------ | ------ | ------ | ------ | ------ | ------ | ------ | ------ |
| 1   | Argentina |        |        |        |        |        |        |        |        |
| 2   | Chile     | Retras | Retras | Retras | Retras | Retras | Retras | Retras | Retras |

Chile s-a retras, așa că Argentina s-a calificat automat.

### Grupa 11

#### Prima rundă
| Loc | Echipă | M | V | E | Î | Gm | Gp | G  | P |
| --- | ------ | - | - | - | - | -- | -- | -- | - |
| 1   | Cuba   | 3 | 2 | 1 | 0 | 10 | 2  | 8  | 5 |
| 2   | Haiti  | 3 | 0 | 1 | 2 | 2  | 10 | -8 | 1 |

| Haiti               | 1–3    | Cuba                                         |
| ------------------- | ------ | -------------------------------------------- |
| St. Fort 85' (pen.) | Report | López 20' (pen.) H. Socorro 61' Martínez 64' |

| Haiti               | 1–1    | Cuba      |
| ------------------- | ------ | --------- |
| St. Fort 25' (pen.) | Report | López 85' |

| Haiti | 0–6    | Cuba                                                            |
| ----- | ------ | --------------------------------------------------------------- |
|       | Report | H. Socorro 5' López 18', 86' F. Socorro 37' Ferrer 62' Soto 78' |

10-2 la total; Cuba a avansat în cea de a doua rundă.

#### A doua rundă
| Loc | Echipă | M | V | E | Î | Gm | Gp | G  | P |
| --- | ------ | - | - | - | - | -- | -- | -- | - |
| 1   | Mexic  | 3 | 3 | 0 | 0 | 12 | 3  | 9  | 6 |
| 2   | Cuba   | 3 | 0 | 0 | 3 | 3  | 12 | -9 | 0 |

| Mexic               | 3–2    | Cuba           |
| ------------------- | ------ | -------------- |
| Mejía 12', 14', 16' | Report | López 40', 63' |

| Mexic                                  | 5–0    | Cuba |
| -------------------------------------- | ------ | ---- |
| Sota 24' Mejía 31', 40', 79' Rosas 72' | Report |      |

| Mexic                                    | 4–1    | Cuba      |
| ---------------------------------------- | ------ | --------- |
| Alonso 32', 75' Ruvalcaba 41' Marcos 55' | Report | López 15' |

12-3 la total; Mexic a avansat în runda finală.

#### Runda finală
| Loc | Echipă                     | M | V | E | Î | Gm | Gp | G  | P |
| --- | -------------------------- | - | - | - | - | -- | -- | -- | - |
| 1   | Statele Unite ale Americii | 1 | 1 | 0 | 0 | 4  | 2  | 2  | 2 |
| 2   | Mexic                      | 1 | 0 | 0 | 1 | 2  | 4  | -2 | 0 |

| Statele Unite ale Americii | 4–2    | Mexic                |
| -------------------------- | ------ | -------------------- |
| Donelli 28', 32', 74', 87' | Report | Alonso 25' Mejía 75' |

Statele Unite ale Americii s-a calificat.

### Grupa 12
În echipa de fotbal a Palestinei erau doar jucători evrei și britanici. FIFA a specificat cu referire la echipa Palestinei că ,,echipa Palestinei'' care a participat în competițiile anterioare din perioada 1930-1940 este echipa Israelului de astăzi. Oricum, regiunea din prezent cunoscută ca și Palestina este considerată ,,una din primele echipe asiatice care au concurat la calificările Campionatului Mondial de Fotbal''.
| Loc | Echipă    | M      | V      | E      | Î      | Gm     | Gp     | G      | P      |
| --- | --------- | ------ | ------ | ------ | ------ | ------ | ------ | ------ | ------ |
| 1   | Egipt     | 2      | 2      | 0      | 0      | 11     | 2      | 9      | 4      |
| 2   | Palestina | 2      | 0      | 0      | 2      | 2      | 11     | -9     | 0      |
| —   | Turcia    | retras | retras | retras | retras | retras | retras | retras | retras |

| Egipt                                               | 7–1    | Palestina     |
| --------------------------------------------------- | ------ | ------------- |
| El-Tetsh 11', 35', 51' Taha 21', 79' Latif 43', 87' | Report | Nudelmann 61' |

| Palestina   | 1–4    | Egipt                               |
| ----------- | ------ | ----------------------------------- |
| Sukenik 54' | Report | Latif 2' El-Tetsh 7', 22' Fawzi 35' |

11-2 la total; Egipt s-a calificat.

## Echipe calificate
Doar șase din echipele care s-au calificat la turneul final - Argentina, Belgia, Brazilia, Franța, România, și SUA - au mai concurat și la Campionatul Mondial din 1930. 5 din cele 16 echipe nu au reușit să se califice la turneul final din 1938: Argentina, Austria, Egipt, Spania și Statele Unite ale Americii.

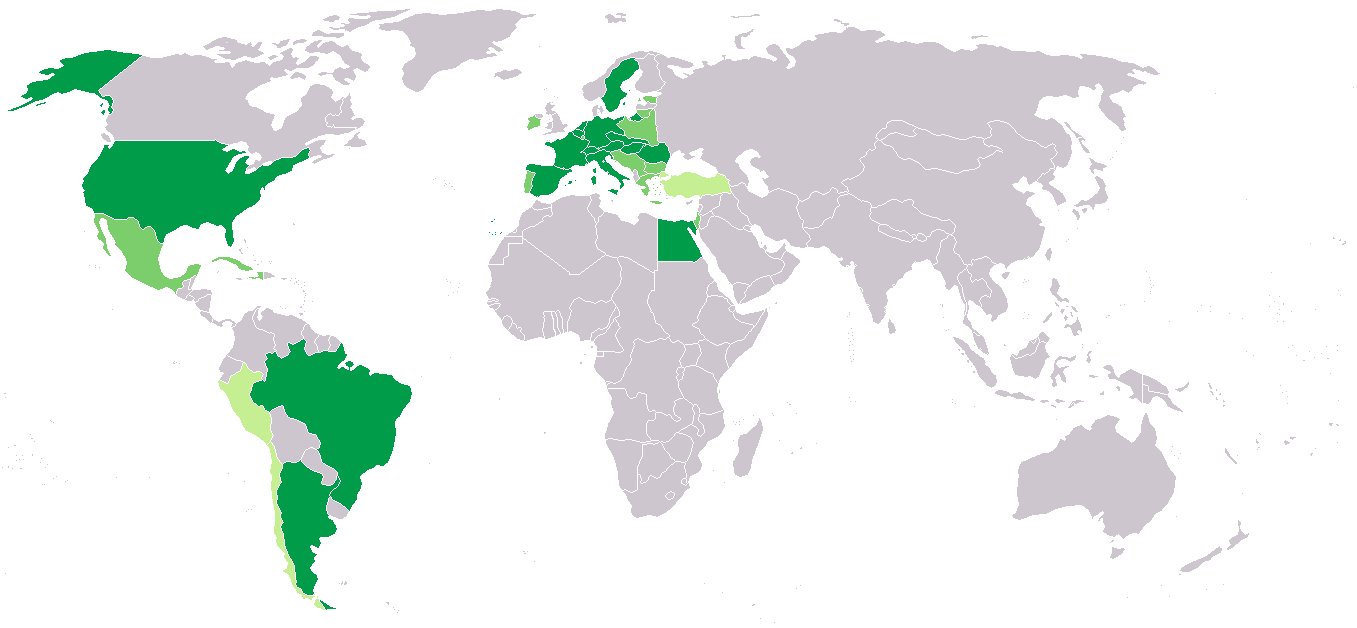
Participanții la calificările pentru Campionatul Mondial de Fotbal 1934

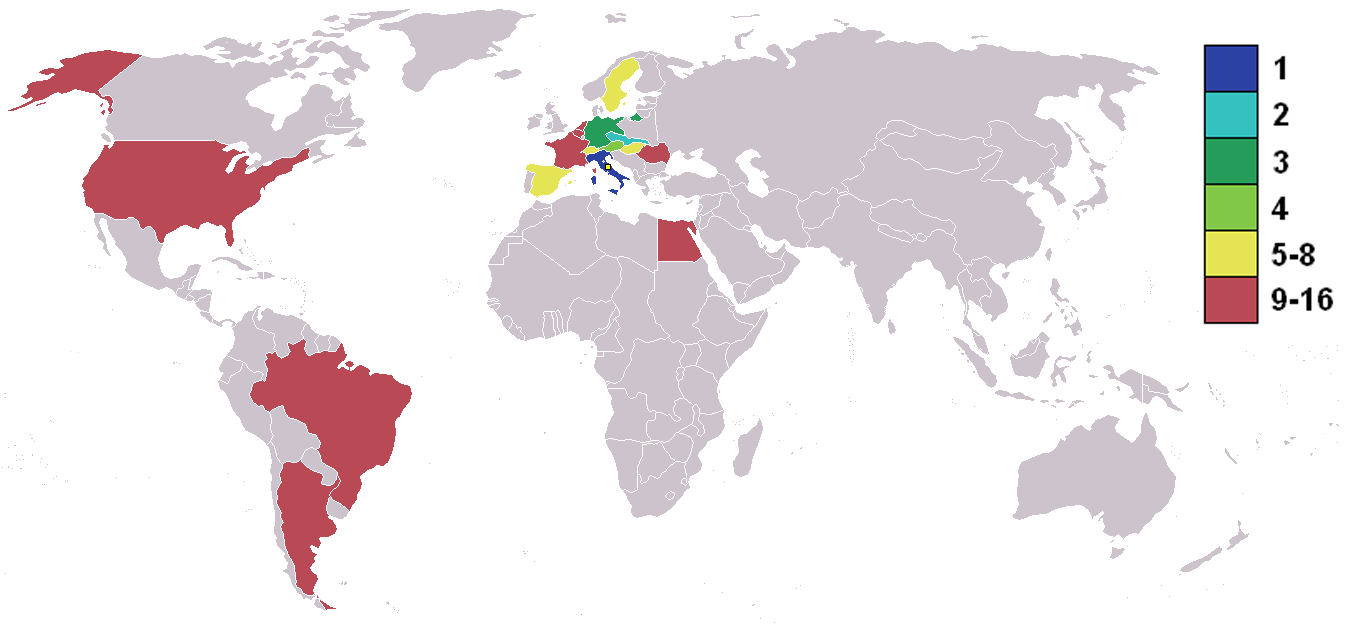
Țări calificate

| Echipă                     | Apariții în turneul final | Serie | Ultima apariție |
| -------------------------- | ------------------------- | ----- | --------------- |
| Argentina                  | 2                         | 2     | 1930            |
| Austria                    | 1                         | 1     | –               |
| Belgia                     | 2                         | 2     | 1930            |
| Brazilia                   | 2                         | 2     | 1930            |
| Cehoslovacia               | 1                         | 1     | –               |
| Egipt                      | 1                         | 1     | –               |
| Elveția                    | 1                         | 1     | –               |
| Franța                     | 2                         | 2     | 1930            |
| Germania                   | 1                         | 1     | –               |
| Italia                     | 1                         | 1     | –               |
| Țările de Jos              | 1                         | 1     | –               |
| România                    | 2                         | 2     | 1930            |
| Spania                     | 1                         | 1     | –               |
| Suedia                     | 1                         | 1     | –               |
| Elveția                    | 1                         | 1     | –               |
| Statele Unite ale Americii | 2                         | 2     | 1930            |
| Ungaria                    | 1                         | 1     | –               |

## Golgheteri
7 goluri
- Mario López
- Dionisio Mejía
- Isidro Lángara

5 goluri
| - Mahmoud Mokhtar El-Tetsh - Paddy Moore |

4 goluri
- Jean Nicolas
- Josef Rasselnberg
- Bep Bakhuys
- Aldo Donelli

3 goluri
| - Johann Horvath - Mohamed Latif | - Karl Hohmann - Gábor P. Szabó | - Manuel Alonso - Kick Smit |

2 goluri
| - François Vanden Eynde - Héctor Socorro - Mostafa Taha - Robert St. Fort | - József Solti - Giuseppe Meazza - Leen Vente - Ștefan Dobay | - Luis Regueiro - Bertil Ericsson - Knut Hansson - Vladimir Kragić |

1 gol
| - Matthias Sindelar - Rudolf Viertl - Karl Zischek - Jean Capelle - Stan Vanden Eynde - Laurent Grimmonprez - Bernard Voorhoof - Dimitar Baikushev - Mihail Lozanov - Vladimir Todorov - Enrique Ferrer - Ángel Martínez - Francisco Socorro - Salvador Soto - František Pelcner - Josef Silný - Abdulrahman Fawzi - Leonhard Kass | - Richard Kuremaa - Alfred Aston - Ernest Liberati - Ernst Albrecht - Willi Wigold - Imre Markos - György Sárosi - Geza Toldi - Johnny Squires - Giovanni Ferrari - Anfilogino Guarisi - Ernest Mengel - Théophile Speicher - Avraham Nudelmann - Yohanan Sukenik - Fernando Marcos - Felipe Rosas - José Ruvalcaba | - Jorge Sota - Henryk Martyna - Vítor Silva - Sándor Schwartz - Grațian Sepi - Eduardo González - Martí Ventolrà - Sven Andersson - Lennart Bunke - Torsten Bunke - Knut Kroon - Alessandro Frigerio - Erwin Hochstrasser - Ernst Hufschmid - Willy Jäggi - Blagoje Marjanović |